# Il ragazzo che diventerà re
Il ragazzo che diventerà re (The Kid Who Would Be King) è un film del 2019 scritto e diretto da Joe Cornish.

## Trama
Alex è un ragazzo di dodici anni, che ha appena iniziato la scuola secondaria in un sobborgo di Londra. Quando il suo migliore amico Bedders diviene vittima di bullismo da parte degli studenti più grandi, Lance e Kaye, Alex viene in suo aiuto. Alex, Lance e Kaye vengono arrestati dalla preside.
Lance e Kaye complottano per fare del male ad Alex. Quella notte, i due inseguono Alex mentre torna a casa, ma Alex si nasconde in un vicino cantiere, dove trova ed estrae una misteriosa spada incastonata nel cemento. Successivamente mostrandola a Bedders, scoprono che i suoi segni la identificano come Excalibur, la spada di Re Artù. Alex poi nomina scherzosamente "cavaliere" Bedders.
La malvagia maga Morgana si risveglia sottoterra e manda i suoi demoni Mortes Milles alla ricerca di Excalibur. Il giorno successivo, un adolescente appare da Stonehenge e si presenta alla scuola di Alex come un nuovo studente. Il ragazzo si rivela ad Alex come il mago Merlino, capace di invecchiare all'indietro, ma occasionalmente si trasformerà nella sua forma arturiana più antica. Alex ha intenzione di restituire la spada, non volendo avere nulla a che fare con gli antichi miti. Quella notte, Merlino salva Alex da un demone e spiega che ha quattro giorni per distruggere Morgana, altrimenti lei schiavizzerà tutta la Gran Bretagna.
I Mortes Milles appaiono solo di notte e possono essere visti solo da Alex e da coloro che ha nominato cavaliere, ma un'imminente eclissi solare totale le consentirà di emergere pienamente nel mondo. Alex si rende conto che questi eventi sono paralleli a un libro di fiabe con iscrizione che il suo ex padre gli aveva regalato una volta. Alex conclude che discende da Arthur attraverso suo padre e in seguito recluta e cavalieri Lance e Kaye, che combattono al fianco di Alex e Bedders, sconfiggendo tre demoni con un'auto. Alex dichiara loro una nuova Tavola Rotonda. Merlino incarica presto Alex di trovare l'ingresso della prigione degli Inferi di Morgana.
Alex guida il gruppo a Tintagel, dove ha visto suo padre l'ultima volta. Lungo il percorso, Merlino li addestra all'arte della spada. Ma quando Morgana si infiltra nella lezione, Lance tradisce Alex e prende per sé la spada. Merlino li salva a malapena ed Excalibur viene distrutto quando Alex e Lance vengono alle mani in una palude. Mentre Lance e Kaye iniziano ad andarsene, Alex invoca la Signora del Lago, il cui braccio emerge dall'acqua e ripristina la spada.
Risolvendo le loro divergenze e dedicandosi nuovamente alla ricerca, i quattro superano un'orda di demoni attirandoli su un dirupo. Arrivando a Tintagel, Alex incontra sua zia Sophie che gli dice che suo padre era un alcolizzato che ha abbandonato Alex e sua madre, Mary. Sophie rivela che è stata Mary a scrivere la dedica nel libro, il che fa infuriare Alex, ritenendo che sua madre sia una bugiarda e che abbia fatto molta strada per niente. Merlino lo ferma, dicendo ad Alex che Excalibur non si tramanda per diritto di nascita, ma per merito individuale.
Alex ei suoi amici si armano e Alex usa il libro di fiabe per individuare l'ingresso agli Inferi. Alex sfida Morgana, che assume una forma mostruosa e sputa fuoco, ma Alex la abbatte e i bambini scappano. Credendo che Morgana sia morta, Alex restituisce Excalibur alla Signora del Lago, sapendo che la polizia probabilmente l'avrebbe confiscata e inventa una storia per sua madre, che si scusa per la sua bugia: non gli ha mai detto la verità su suo padre o sul libro. , perché se avesse saputo la verità fin dall'inizio, gli avrebbe spezzato il cuore ancora di più.
Il giorno dell'eclissi, Merlino informa Alex che Morgana è stata semplicemente ferita, e Alex si rende conto di aver violato il codice cavalleresco mentendo a sua madre. Disperato, Alex le racconta tutto quello che è successo, poi la stordisce evocando la Signora del Lago nella vasca da bagno, dove riacquista Excalibur.
A scuola, Merlino incanta i docenti e Alex cavalca l'intero corpo studentesco. Durante l'eclissi, Morgana –in una forma enorme, semi draconica– appare con l'intero Mortes Milles. I bambini reagiscono utilizzando strategie che combinano la guerra medievale con la tecnologia moderna. Merlino lancia un incantesimo per strappare Morgana dal mondo e Alex la decapita mentre svanisce, dissipando tutti i demoni. Alex, Bedders, Lance e Kaye salutano Merlino, che li incoraggia a diventare leader. Alex restituisce ancora una volta la spada alla Signora del Lago.

## Produzione
Le riprese del film sono iniziate il 25 settembre 2017 a Londra.
Il budget del film è stato di 60 milioni di dollari.

## Promozione
Il primo trailer del film viene diffuso il 17 ottobre 2018.

## Distribuzione
Il film è stato distribuito nelle sale cinematografiche statunitensi a partire dal 25 gennaio 2019 ed in quelle italiane dal 18 aprile dello stesso anno.

## Accoglienza

### Incassi
Il film è stato uno dei flop cinematografici del 2019, incassando solamente 32 milioni di dollari in tutto il mondo.

### Critica
Sull'aggregatore Rotten Tomatoes il film riceve il 90% delle recensioni professionali positive con un voto medio di 6,9 su 10, basato su 194 critiche, mentre su Metacritic ottiene un punteggio di 66 su 100 basato su 35 recensioni.

## Riconoscimenti
- 2019 - Golden Tomato Awards[7]
  - Film per famiglie e ragazzi meglio recensito
- 2019 - Heartland Film
  - Truly Moving Picture Award